# Pais Arena Jerusalem
La Pais Arena Jerusalem (in lingua ebraica: פיס ארנה ירושלים, HaPais Arena Yerushalayim), chiamata anche Jerusalem Arena (הארנה ירושלים, HaArena Yerushalayim), è un impianto polifunzionale situato a Gerusalemme, finanziato dal consiglio comunale e dal fondo della lotteria nazionale di Mifal HaPais. Inaugurato nel settembre 2014, l'arena si trova nel quartiere sud-occidentale di Malha, vicino al Teddy Stadium. L'arena può ospitare 11 000 spettatori per le partite di basket e 15 654 per i concerti.